# Lilium japonicum
Lilium japonicum (em japonês=笹百合 |t=Sasa-Yuri) é uma espécie de planta herbácea perene com flor, pertencente à família Liliaceae. A espécie floresce a uma altitude entre o nível do mar e 1 000 m.
A planta é endêmica das ilhas Honshu, Shikoku e Kyushu no Japão.